# Shawn Anderson
Shawn Stephen Anderson (* 7. Februar 1968 in Montreal, Québec) ist ein ehemaliger kanadischer Eishockeyspieler, der acht Spielzeiten in der National Hockey League und sieben in der Deutschen Eishockey Liga verbracht hat.

## Karriere
Anderson spielte zunächst in seiner Heimat in der Quebec Amateur Athletic Association für die Lac St.Louis Lions. Nach einem halben Jahr an der University of Maine schloss er sich um Weihnachten 1985 dem Team Kanada an und spielte beim Spengler Cup. Anschließend wurde er beim NHL Entry Draft 1986 in der ersten Runde an fünfter Stelle ausgewählt. Die Buffalo Sabres zogen Anderson damit beispielsweise dem späteren Hockey-Hall-of-Fame-Mitglied Brian Leetch vor.
Er spielte bereits in der Saison 1986/87 erstmals in der National Hockey League, wurde aber auch ins Farmteam, den Rochester Americans, geschickt. Bis 1990 war er für diese beiden Teams aktiv, bevor er im Tausch mit Bill Houlder zu den Washington Capitals transferiert wurde. Diese setzen ihn allerdings auf die Waiver-Liste, von der ihn die Québec Nordiques verpflichteten. Der Linksschütze spielte die Saison schließlich für die Nordiques und deren Farmteam, die Halifax Citadels. Die Saison 1991/92 verbrachte er dann in Deutschland beim ES Weißwasser. Im Vorfeld der Saison wurde er zu den Winnipeg Jets geschickt, die ihn wenige Tage später zu den Washington Capitals weitergaben. Von 1992 bis 1994 spielte der Verteidiger dann für die Capitals in der NHL und in der American Hockey League für die Baltimore Skipjacks. Im August 1994 unterschrieb er als Free Agent bei den Philadelphia Flyers, für die er ein Spiel absolvierte und die Saison hauptsächlich für die Hershey Bears in der AHL spielte. Die Saison 1995/96 verbrachte er in der International Hockey League bei den Milwaukee Admirals.
Nach zwei weiteren Stationen in der IHL im folgenden Jahr erfolgte dann der erneute Wechsel nach Europa. Hier spielte Anderson in acht Begegnungen in der Deutschen Eishockey Liga für die Wedemark Scorpions. Die Saison 1997/98 bestritt er für die Revierlöwen Oberhausen, bevor er in der nächsten Spielzeit in Österreich beim EC KAC anheuerte. Nach weiteren sechs Spielen in der IHL erfolgte in der Saison 1999/2000 der dritte Wechsel nach Deutschland, diesmal zu den Augsburger Panthern. Im Spieljahr 2000/01 lief er für den DEL-Aufsteiger Iserlohn Roosters auf, bei denen der Verteidiger zum Topscorer avancierte. Von 2001 bis 2003 spielte er dann für die Nürnberg Ice Tigers. Seine letzte Station wurden die Augsburger Panther, zu denen er zurückkehrte. Anschließend beendete er seine professionelle Eishockeykarriere.

### Trainerlaufbahn
Nach seiner Spielerkarriere arbeitete Shawn Anderson als Trainer von Nachwuchsteams. So übernahm er in der Saison 2004/05 das Team der West Island Lions in der QMAAA, einer Juniorenliga in der kanadischen Provinz Québec. Später war er Cheftrainer der Hawkesbury Hawks in der Central Canada Hockey League (CCHL). Als Sportlicher Leiter und Cheftrainer führt er seit 2018 die Eishockey-Akademie „Le Sommet“.

## Erfolge und Auszeichnungen
- 2003 Teilnahme am DEL All-Star Game

## Karrierestatistik
(Legende zur Spielerstatistik: Sp oder GP = absolvierte Spiele; T oder G = erzielte Tore; V oder A = erzielte Assists; Pkt oder Pts = erzielte Scorerpunkte; SM oder PIM = erhaltene Strafminuten; +/− = Plus/Minus-Bilanz; PP = erzielte Überzahltore; SH = erzielte Unterzahltore; GW = erzielte Siegtore; 1 Play-downs/Relegation; Kursiv: Statistik nicht vollständig)

## Familie
Shawn Andersons Sohn Holden Anderson war ebenfalls als Eishockeyprofi, unter anderem in Dänemark und Frankreich, aktiv.